# Rue Marceau
La rue Marceau est une voie de Nantes, en France.

## Situation et accès
Située dans le centre-ville de Nantes, la rue Marceau, qui relie la place Aristide-Briand au boulevard Gabriel-Guist'hau, dans le prolongement de la rue Cassini, est bitumée et ouverte à la circulation automobile. Elle traverse la place Newton et le square Pascal-Lebée, où elle croise les rues Dugommier, Camille-Berruyer et Deshoulières.

## Origine du nom
La voie porte le nom de François Séverin Marceau (1769-1796), général français de la Révolution.

## Historique
Elle a brièvement portée le nom de « rue Lambert » (à ne pas confondre avec la rue Lambert du quartier Bouffay).

## Bâtiments remarquables et lieux de mémoire
En 1870, a été édifié au 10 rue Marceau un hôtel particulier pour un Monsieur Pesneau, sur les plans de l'architecte nantais Léon Lenoir (1830-1909).